# Friedrich L. Boschke
Friedrich Libertus „Ludwig“ Boschke (* 28. Februar 1920 in Barkhausen (Porta Westfalica); † 28. September 1999 in Heidelberg) war ein deutscher Chemiker und Wissenschaftsautor, der als Schriftsteller auch unter dem Pseudonym G. N. Tomby publizierte.

## Leben
Friedrich Boschke studierte Chemie in Göttingen und Marburg und erhielt 1947 sein Diplom bei Hans Meerwein mit einer Diplomarbeit über aromatische Diazoniumsalze. Danach war er in der Redaktion der Angewandten Chemie im Verlag Chemie, die ab 1947 wieder erschien (Leitung W. Foerst) und deren Redaktion zuerst in Fronhausen bei Marburg war, ab 1952 in Heidelberg und ab 1970 in Weinheim. Außerdem war er Mitherausgeber der Nachrichten aus Chemie und Technik aus dem Verlag Chemie und im Umschau-Verlag von Chemie für Labor und Betrieb. 1964 ging er zum Springer Verlag. Er war dort 1967 bis 1983 Herausgeber von Die Naturwissenschaften und der Fortschritte der Chemischen Forschung (später Topics in Current Chemistry). Er war bei Springer zuletzt Leiter der Chemie-Abteilung des Springer Verlags und außerdem Lehrbeauftragter für Chemie-Literatur an der Universität Mainz. Er wohnte zuletzt in Bammental.
Er schrieb Sachbücher über Astronomie, die Entstehung des Lebens und Umweltschutz, die teilweise in mehrere Sprachen übersetzt wurden und hohe Auflagen erlebten (wie sein Buch Die Schöpfung ist noch nicht zu Ende), und veröffentlichte auch unter dem Pseudonym Godber Nicolay Tomby oder G. N. Tomby. In seiner Funktion als Verlagslektor war er auch an der Herausgabe einer Reihe von Chemiebüchern beteiligt.

## Ehrungen
- GDCh-Preis für Journalisten und Schriftsteller (1988)
- Preis Technik und Öffentlichkeit des Deutschen Verbandes Technisch-Wissenschaftlicher Vereine
- Ehrendoktor der Philipps-Universität Marburg (1974)

## Schriften
- Die Schöpfung ist noch nicht zu Ende. Naturwissenschaftler auf den Spuren der Genesis. Econ, Düsseldorf 1962. (Platz 1 der Spiegel-Bestsellerliste vom 16. Mai bis zum 7. August 1962)
- Die Umwelt ist kein Paradies. Illusion und Realität. DVA, Stuttgart 1986. ISBN 978-3-421-02743-6.
- Die Herkunft des Lebens. Wissenschaftler auf den Spuren der letzten Rätsel. Econ, Düsseldorf 1970. ISBN 978-3-430-11452-3.
- Und 1000 Jahre sind wie ein Tag : die Zeit, das unverstandene Phänomen, Bertelsmann 1979. ISBN 978-3-426-03675-4.
- Erde von anderen Sternen. Econ, Düsseldorf 1965.
- Die Welt aus Feuer und Wasser. Ein Vulkan-Reisebuch. Hirzel 1981. ISBN 978-3-7776-0377-3.
- Kernenergie : eine Herausforderung unserer Zeit. Birkhäuser 1988. ISBN 978-3-0348-6684-2.
- Englisch for Chemists. Stuttgart: Wissenschaftliche Verlagsgesellschaft 1973. ISBN 978-3-8047-0454-1.
- Die Forschung fängt am Schreibtisch an. Über die Köstlichkeit, Publikationen und Publizität zu verbinden. Econ 1967.
- mit Heinzwerner Preuß: Die chemische Bindung. Eine verständliche Einführung. Springer 1975. ISBN 978-3-540-07041-2.
- Das Unerforschte. Die unbekannte Welt in der wir leben. Heyne 1977. ISBN 978-3-453-00757-4.